# Slidell
Slidell [slˈaɪdɛl] ist eine Stadt  im östlichen  US-Bundesstaat Louisiana am Lake Pontchartrain im St. Tammany Parish. Das U.S. Census Bureau hat bei der Volkszählung 2020 eine Einwohnerzahl von 28.781 ermittelt.
Die Kleinstadt ist Teil der Agglomeration von New Orleans.

## Geschichte

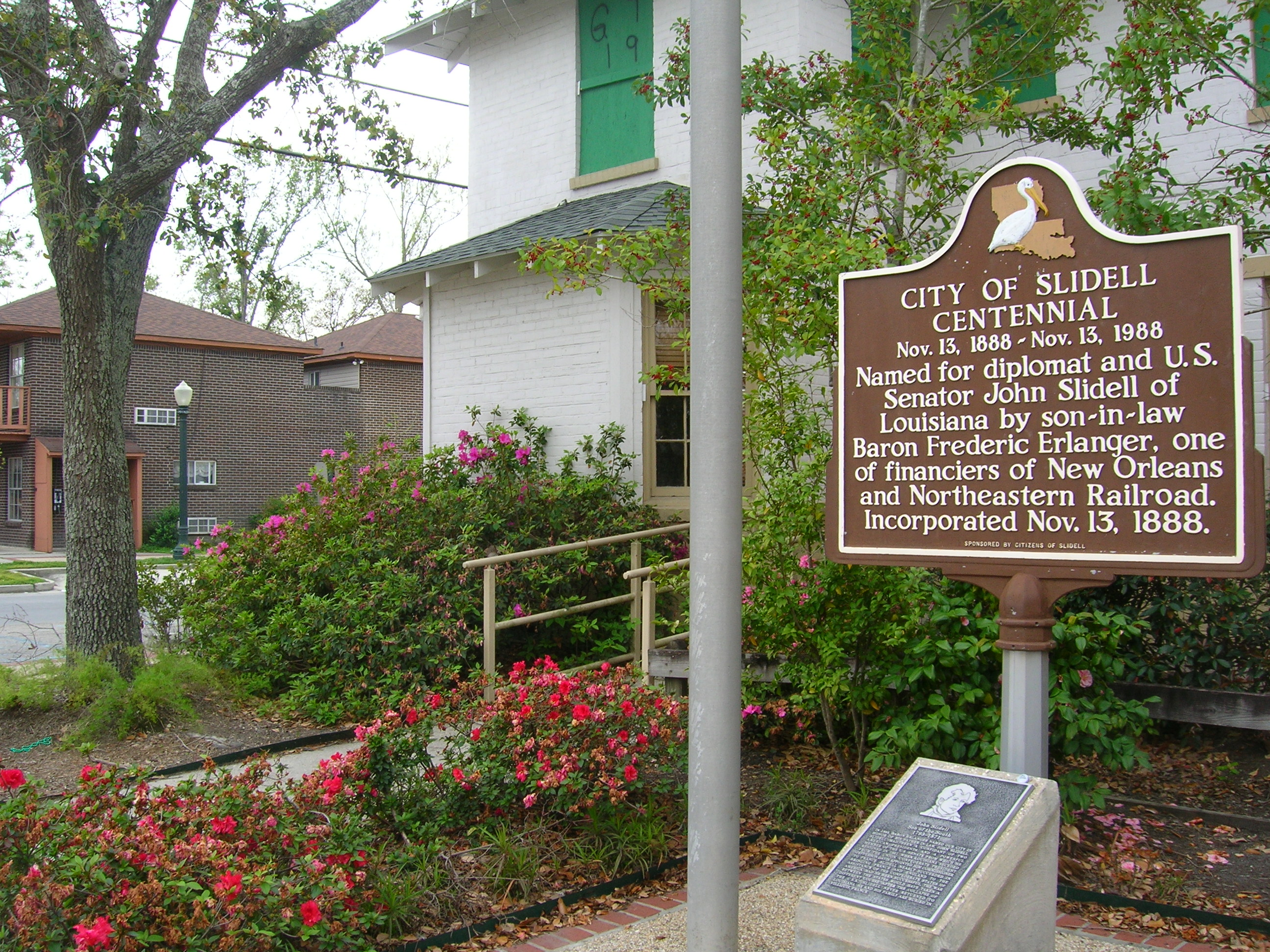

Die Stadt Slidell wurde 1882/83 mit dem Bau der New Orleans and Northeastern Railroad von New Orleans nach Meridian (Mississippi) gegründet. Sie wurde nach dem Politiker John Slidell benannt. In den 1910er Jahren wurden neben einer Kreosot-Fabrik auch eine Holzmühle und eine Schiffswerft errichtet. 1915 brannte die Kreosot-Fabrik nieder, wobei 58 Menschen ums Leben kamen. Später wurde die Fabrik am Bayou Lake wieder aufgebaut. Dadurch wurde der See verschmutzt, obwohl er der Trinkwasserversorgung von Slidell diente. Da sich in der Nähe des Ortes viele Einrichtungen der NASA befanden, wuchs die Bevölkerungszahl seit den 1960er Jahren stark. 1986 wurde die Fabrik aufgegeben und zu einer Superfund-Stelle. Die Sanierung bestand aus dem Ausbaggern des Geländes und dem anschließenden Verbrennen der Abfälle und dauerte bis 1996. Auf dem Gelände entstand ein Park. Am 29. August 2005 wurde der Ort durch den Hurrikan Katrina stark zerstört.

## Klima
Slidell liegt mit seinen milden Wintern (16 °C) und trockenen und heißen Sommern (bis zu 33 °C) im Humiden Klima. Im Sommer besteht die Gefahr von Hurrikans und Überschwemmungen.

## Verkehr
Der Crescent verbindet Slidell mit Atlanta, Baltimore, Birmingham, Charlotte, New York City, New Orleans, Philadelphia und Washington, D.C. Der Ort liegt an der Kreuzung der Interstates 10, 12 und 59 mit dem U.S. Highway 11. Über die I-10 Twin Span Bridge kann man New Orleans erreichen. In der Nähe befindet sich der Regionalflughafen Slidell Airport.

## Söhne der Stadt
- Tony Canzoneri (1908–1959), Boxer
- Mike Fontenot (* 1980), Baseballspieler der Chicago Cubs
- Xavier Paul, Baseballspieler der Los Angeles Dodgers